# (73481) 2002 PO69
(73481) 2002 PO69 – planetoida z pasa głównego asteroid okrążająca Słońce w ciągu 5,25 lat w średniej odległości 3,02 j.a. Odkryta 11 sierpnia 2002 roku.